# Список королів Нортумбрії

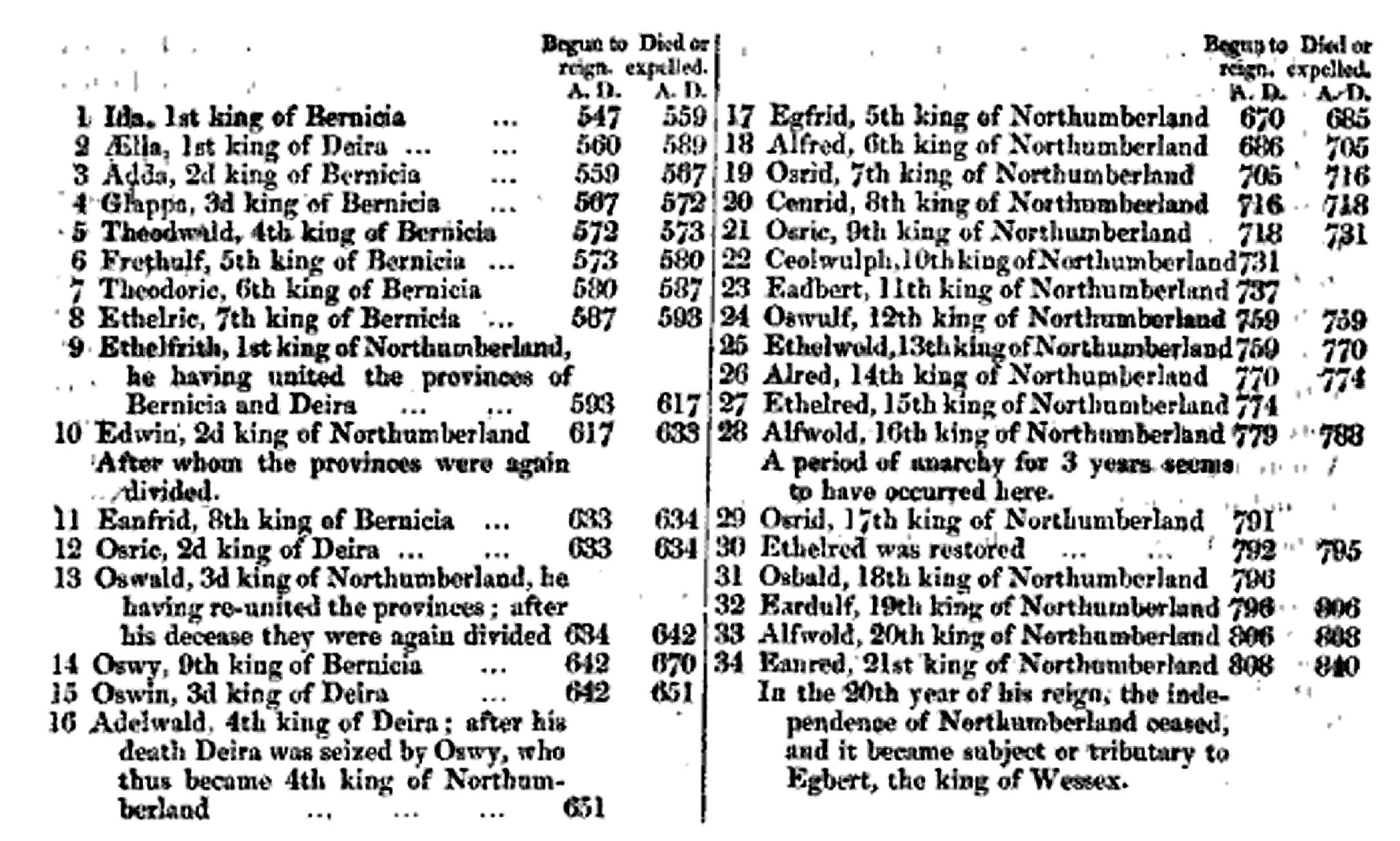
Список правителів Берниції, Дейри та Нортумбрії з 547 року <! — List of Bernician, Deiran, and Northumberland Rulers from AD 547 (from an 1834 book).-->

Король Нортумбрії — монарх, що правив в королівстві Нортумбрія, що існував в VII—IX століттях на півночі сучасної Англії. Королівство виникло шляхом злиття двох більш ранніх англо-саксонських королівств, Берниції та Дейри. У VII столітті монархи Нортумбрії грали одну з провідних роль в історії Британії: троє з них — Едвін, Освальд і Освіу — носили титул бретвальди. З початку IX століття королі Нортумбрії визнавали над собою верховну владу королів Вессексу. Останні королі Нортумбрії безуспішно боролися з вторгненнями вікінгів, під ударами яких їх королівство остаточно впало в 878 році.

## Список
Нижче наведено список королів Нортумбрії.
- 604–616 — Етельфріт
- 616–633 — Едвін Святий
- 634–642 — Освальд
- 642–670 — Освіу, король Берниціі та Дейри
- 670–685 — Егфріт
- 685–704 — Елдфріт
- 704–705 — Едвульф
- 705–716 — Осред I
- 716–718 — Коенред
- 718–729 — Осрік
- 729–737 — Кеолвульф
- 737–758 — Едберт
- 758–759 — Освульф
- 759–765 — Етелвалд Молл
- 765–774 — Елхред
- 774–779 — Етельред І
- 779–788 — Ельфвалд І
- 788–790 — Осред ІІ
- 790–796 — Етельред І
- 796 — Осбальд
- 796–806 — Ердвульф
- 806–808 — Ельфвалд II
- 808–810 — Ердвульф
- 810–841 — Енред
- 841–844 — Етельред II
- 844 — Редвульф
- 844–848 — Етельред II
- 848–863 — Осберт
- 863–867 — Елла II

Суб-королі під владою скандинавського королівства Йорвік (Йорк)
- 867–872 — Екгберт I
- 872–876 — Ріксіг
- 876–878 — Еґберт II

Королівство Дейра під управлінням скандинавського Йорка з 878